# Los Angeles Master Chorale

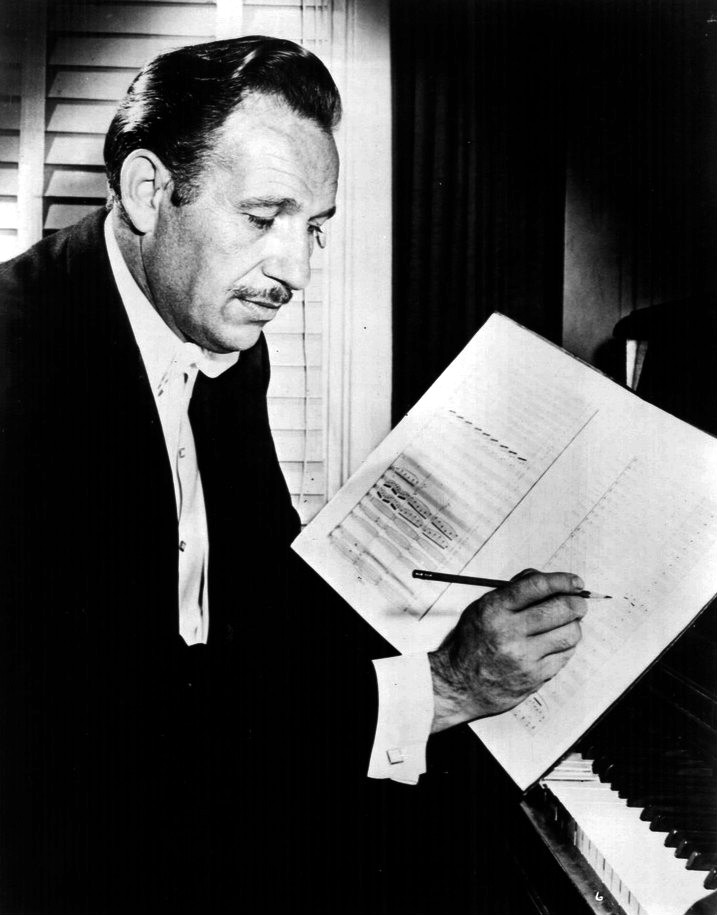
Roger Wagner en 1964.

La Los Angeles Master Chorale est un ensemble choral fondé en 1964 par Roger Wagner (en) à Los Angeles aux États-Unis. C'est l'une des trois compagnies résidentes du Los Angeles Music Center.

## Historique
La Los Angeles Master Chorale collabore régulièrement avec l'orchestre philharmonique de Los Angeles et l'Orchestre du Hollywood Bowl et sert de chœur à l'Opéra de Los Angeles.
Le chœur a d'abord joué au Dorothy Chandler Pavilion, et depuis 2003 principalement au Walt Disney Concert Hall. Le compositeur Morten Lauridsen a été en résidence dans la formation de 1994 à 2001.

## Directeurs musicaux
- 1964–1984 : Roger Wagner (en)
- 1985–1991 : John Currie
- 1991–2001 : Paul Salamunovich (en)
- Depuis 2001 : Grant Gershon